# ジュリエット型潜水艦
ジュリエット型潜水艦（ジュリエットがたせんすいかん,英語: Juliett-class submarine）は、ソヴィエト/ロシア海軍の通常動力型潜水艦である。ソ連初の本格的な巡航ミサイル潜水艦として開発された。
ジュリエット型の名称はNATOコードネームであり、ソ連海軍の計画名は651型潜水艦（ロシア語: Подводные лодки проекта 651）である。艦種記号上は潜水巡洋艦である。

## 概要
1950年代、ソ連海軍の戦力はアメリカ海軍に比べ劣勢であり、特にアメリカが誇る空母打撃部隊（機動部隊）や水上戦闘艦隊はソ連にとって重大な脅威であった。これに対抗すべく、ソ連海軍は対艦ミサイル飽和攻撃による米艦隊殲滅作戦を企てた。そのため、大量の巡航ミサイルの運用・発射が可能な巡洋艦・駆逐艦・潜水艦などが必要となった。
このため、ソ連海軍は巡航ミサイル潜水艦を構想し、まず実験台として、ズールー型潜水艦の一部にR-11ミサイルを搭載し、その可能性を検証した。次いで、本格的な巡航ミサイル潜水艦として開発されたのが、651型潜水艦であった。651型は、核弾頭を装備した艦対艦巡航ミサイル4発を搭載し、対米艦隊ミサイル飽和攻撃部隊の一角を担った。搭載兵装として、当初は慣性誘導型対艦ミサイルのP-5、P-6を搭載していたが、後に衛星誘導型のP-500に変更されている。

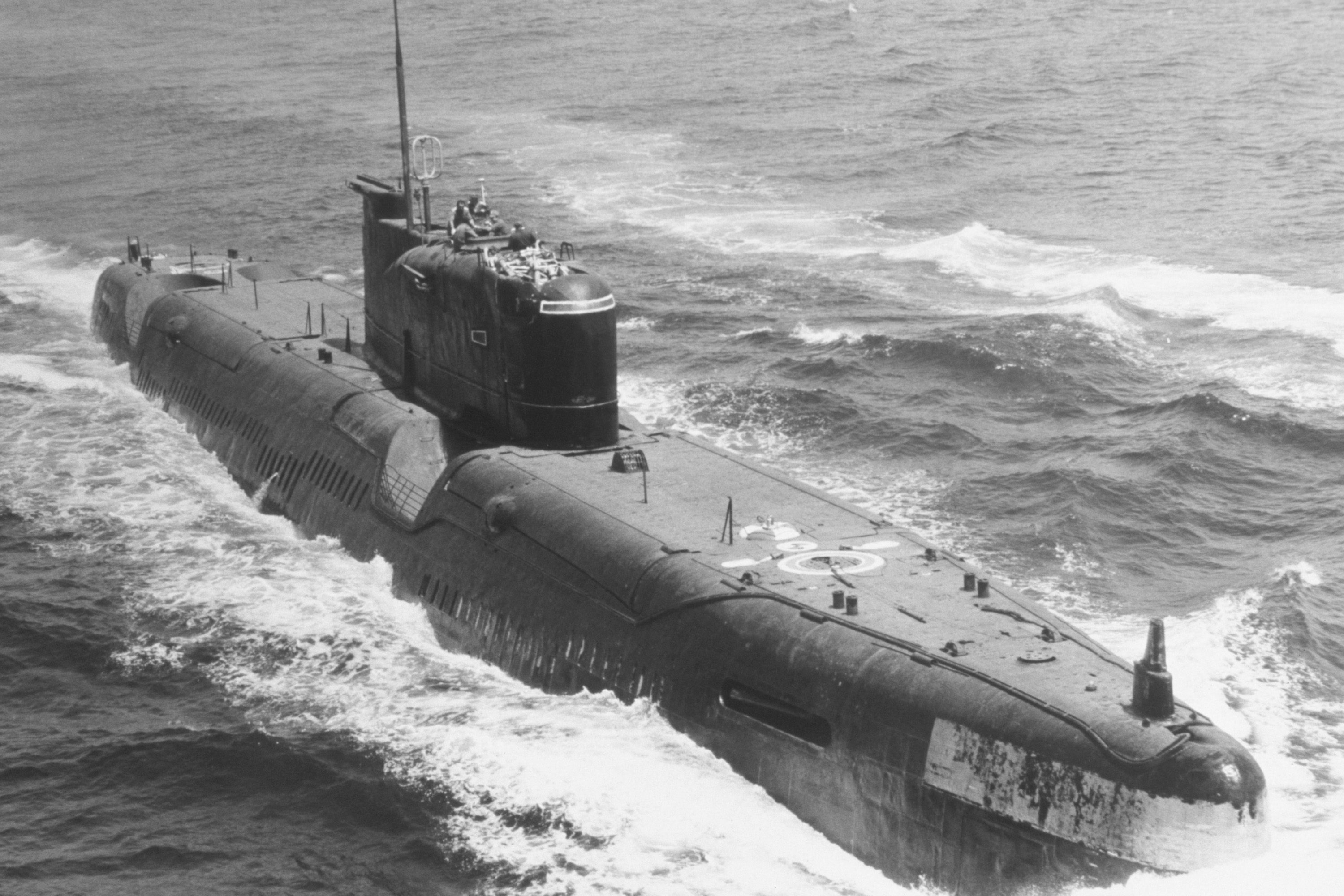
ジュリエット型 1986年8月撮影

本型は技術的特徴としては、船体構造に磁場の発生を低下させるためにオーステナイト（γ鋼）製の船体構造材を採用し、静粛性向上のため50mmの硬質ゴム製吸音タイルを船体に貼り付けた。居住性も在来艦より改善され、寝台は乗組員1人につき1台の割合で配置され、空気浄化装置、空調設備も完備していた。
1960年から建造が開始され、当初は36隻の建造が予定されたが、より高性能な巡航ミサイル原子力潜水艦であるエコー型の完成により、16隻で建造は中止された。

## 諸元
| 種類       | 巡航ミサイル潜水艦                                    |
| 建造計画   | 第651号計画                                           |
| NATOコード | Juliet                                                |
| 基準排水量 | 水上3174t、水中4137t                                  |
| 寸法       | 全長85.9m、全幅9.7m、喫水6.9m                         |
| 速力       | 水上16ノット、水中14ノット                            |
| 可潜深度   | 240m                                                  |
| 乗組員     | 82名                                                  |
| 主機       | ディーゼル発動機(4000馬力)、電動機(3000馬力)、2軸推進 |
| 兵装       | 533mm発射管（艦首6門、艦尾4門）、巡航ミサイル4発      |